# Monotonie (Psychologie)
Die Monotonie ist in der Psychologie der Zustand herabgesetzter psychischer Aktivität, der sich auch als Müdigkeit oder als Reduktion der Leistungsfähigkeit bzw. in (für die Person) ungewöhnlichen Leistungsschwankungen zeigt. Verursacht wird der Zustand von der Abwesenheit anregender Reize. Die Monotonie kann schwach oder stark ausgeprägt sein; eine starke Monotonie kann für das Individuum sehr leidvoll oder bei längerer Dauer äußerst schädlich sein.
Eine weitere Konsequenz reizarmer Umgebung ist die Reduktion der Lernfähigkeit und der Lernbereitschaft im Individuum (bei Mensch und Tier; zu letzterem siehe Harry Harlow und Lauren Slater, Literatur). Damit wird Monotonie auch zu einem pädagogischen Thema – mit dem Schwerpunkt: Wie muss die Erziehungssituation gestaltet sein, damit sie Monotonie vermeidet bzw. wie gestaltet ein Erzieher eine anregende (d. h. lernoptimale, förderliche) Umgebung, damit Lernprozesse initiiert, befördert bzw. begünstigt werden.
Eine spezifische Form der Monotonie wird von R. A. Spitz in seiner beeindruckenden Untersuchung „Hospitalismus“ hervorgehoben, in der er die Situation von Kleinkindern in schlecht geführten Kinderheimen beschreibt, die Kindern zumutet, ihr Dasein in Betten zu fristen, zu denen sehr selten Bezugspersonen kommen oder die kaum Anreize bieten. Ihr Aktionsradius ist auf das Bett beschränkt. Die Folgen für diese Kinder sind existenzgefährdend: Sie leiden später unter einem ausgeprägten Mangel an Intelligenz (und Lernwillen; oft irreversibel) sowie unter Depressionen und anderen schweren Krankheiten. (Siehe dazu die Literatur)

## Monotone Situationen
Durch Monotonie gekennzeichnete Situationen sind reizarm, erfordern die länger andauernde Ausführung einer oder gleichartiger einförmiger Tätigkeiten.
Besonders problematisch sind Tätigkeiten, die die „Doppelbedingung der Monotonie“ erfüllen:
- Sie erfordern volle Aufmerksamkeit (d. h., sie erlauben keine erleichternden Nebentätigkeiten – weder motorisch noch erlebnismäßig)
- es ist keine gedankliche Auseinandersetzung mit der Tätigkeit möglich (Inhalts- und Bedeutungsarmut). Es handelt sich also um eine quantitative und/oder qualitative Unterforderung.

Monotonie ist somit ein Thema der Arbeitspsychologie: Die Auswirkungen von reizarmen und stetig gleichförmigen Tätigkeiten (Bewegungen)
- auf die Psyche des Arbeitenden und
- auf die Produktivität.

Monotonie ist für die Leistung bedeutsamer als Ermüdung, da sie zu einer Einengung des „Beachtungsumfanges“ und damit letztendlich zum Absinken psychischer Aktivität führt. Man hat immer wieder versucht, diese Auswirkungen durch Einblendung von Musik, durch Bewegung und Unterhaltung positiv zu beeinflussen.

## Symptomatik
Es kommt zu Müdigkeit, Interessenlosigkeit und Gefühlen der Langeweile. Typischerweise tritt bei einem Tätigkeitswechsel eine sprunghafte Rückbildung der Symptomatik und Leistungsverbesserung ein. Dies ist ein wichtiges Merkmal zur Unterscheidung der Monotonie von psychischer Ermüdung, bei der sich die Müdigkeits- und Erschöpfungssymptomatik nur zeitaufwändig durch Erholung zurückbildet.

## Mechanisierung der Welt und Monotonie
Bereits vor dem Ersten Weltkrieg argumentierte Walter Rathenau, der Trend zu Spezialisierung und Abstraktion der Maschinenwelt hätten den mentalen Habitus der Menschen so sehr geprägt, dass zunehmend alle Lebensgebiete von komplizierter Gleichförmigkeit bestimmt würden.